# 金鍾喜
金 鍾喜（キム・ジョンギ、1922年11月12日 - 1981年7月23日）は、韓国の実業家。ハンファグループの創設者。本貫は順天金氏。

## 人物
1922年に出生。延禧専門学校（現延世大学校）を卒業後、1941年に日本の明治大学に留学。
1942年、朝鮮火薬共販株式会社に入社。
1952年に火薬メーカーの韓国火薬株式会社を設立。以降、次々に有力企業を立ち上げ、一代でハンファグループを創設。
1992年10月にグループの母体である韓国火薬株式会社を、株式会社ハンファへ社名変更すると共に、ハンファグループとして事業を展開。主なグループ企業に、ハンファ生命保険（旧・大韓生命）、ハンファ損害保険、ハンファ証券、ハンファケミカル、ハンファ建設、ハンファギャラリアなどがある。韓国野球委員会（KBO）加盟のプロ野球チーム、ハンファ・イーグルスを所有する。
日本法人として、同社の完全子会社である、ハンファＱセルズジャパン株式会社（HANWHA Q CELLS JAPAN CO.,LTD.）が存在する。

## 家族
兄の金鍾哲（民主共和党→韓国国民党）と弟の金鍾植は、政治家で国会議員。子息に、金升淵（ハンファグループ会長、妻は元内務部長官の徐廷和の娘）、金昊淵（ピングレ会長、妻は元大韓民国臨時政府主席金九の孫娘で元交通部長官の金信の娘）がいる。また、長女の金英恵の夫は李厚洛の次男である。